# Aleksander Klumberg
Aleksander Klumberg (ur. 17 kwietnia 1899 w Tallinnie, zm. 10 lutego 1958 tamże) – estoński oszczepnik i wieloboista, medalista olimpijski. Od 1936 nosił nazwisko Kolmpere.

## Kariera sportowa
Na igrzyskach w Antwerpii wystartował w trzech konkurencjach. W rzucie oszczepem wynikiem 62,39 m zdobył 5. miejsce, w pięcioboju zajął ósme miejsce zdobywając dwadzieścia dziewięć punktów, zaś startu w dziesięcioboju nie ukończył. Cztery lata później podczas igrzysk w Paryżu Klumberg zajął 17. miejsce w rzucie oszczepem i zdobył brązowy medal w dziesięcioboju, wygrywając konkurencję skoku w dal i rzutu oszczepem.
Rekordy życiowe: 
- rzut oszczepem – 63,60 (1935)
- pięciobój – 3998,925 (1922)
- dziesięciobój  – 6087 (1922)

Trener Janusza Kusocińskiego i autor jego największego sukcesu (złoty medal olimpijski na Igrzyskach w Los Angeles w biegu na 10 000 m).